# 포어알펜 익스프레스
포어알펜 익스프레스(독일어: Voralpen-Express, 약칭 VAE)는 1992년부터 스위스 중부와 동부의 중간 규모 도시를 연결하는 명명된 열차이다. SOB(쥐토스트반)에서 운영하며, 장크트갈렌과 루체른 사이를 매시간 운행한다.

## 역사
로만스호른에서 아트-골다우까지의 첫 번째 통과 열차는 라퍼스빌과 아트-골다우 사이의 쥐토스트반 노선의 전철화 이후 1940년에 시작되었다. 로만스호른-라퍼스빌은 1926/31년부터 전선을 밟고 있었다. 기차는 보덴제-토겐부르크 철도(BT), 쥐토스트반(SOB) 및 스위스 연방 철도(SBB)가 공동으로 운영했다. 1944년 BT는 기차 세트에 뷔페 차량을 추가했다. 1947년 일부 열차는 아트-골다우에서 루체른까지 계속되었다. 1960년에 작업은 매우 강력한 모터 코치와 함께 푸시-풀 작업으로 변경되었다. 기차 세트는 이제 녹색 크림으로 칠해졌다. 1982년에는 시계판 시간표를 가져왔다. 로만스호른-루체른 기차가 매 2시간마다 운행되지만 뷔페 차량의 종착역이기도 하다. 1991년 BT와 SOB는 푸시풀 세트를 대체하기 위해 EW IV 도시간 버스를 구입했다. 1995년 2시간마다 이름 없는 열차가 로만스호른과 아트-골다우 사이에 추가되었고 다시 푸시-풀 세트가 추가되었다. 1997년부터 이 열차에 레피포(Revvivo) 코치가 사용된 후, EW IV를 SBB에 판매하고 더 많은 레피포를 구입하여 로만스호른과 루체른 사이의 시간당 푸시-풀 열차 세트를 허용하기로 결정했다. 2001년 BT와 SOB가 새로운 SOB로 통합되면서 참가업체 수는 2개로 줄었다. VAE는 2013년까지 인터레기오 (IR) 급행열차로 운행되었다.
2013년 12월 15일에 개념이 변경되어 SOB가 단독 운영자가 되었다. VAE는 별개의 기차 카테고리가 되었지만, 기차는 장크트갈렌-루체른으로 제한되었다. 증가하는 승객 수에 대처하기 위해 현재 기차에는 일반적으로 7개의 객차가 있다. 즉, 2개의 기관차 또는 모터 객차가 필요하다. 이것은 페피콘 SZ와 아트-골다우 사이의 50‰(1:20) 등급 때문이다. 구동력이 양쪽 끝에 있어 트레일러를 운전하지 않고도 푸시풀 서비스가 가능했다.
2019년에 기관차가 끄는 열차는 RABe 526 EMU로 교체되었다. 그들은 전체 경로를 달리는 8대의 차량 526 100/200 세트로 구성되며 라퍼스빌 북쪽 섹션에 4대의 차량 526,000 세트와 결합된다.

## 지리

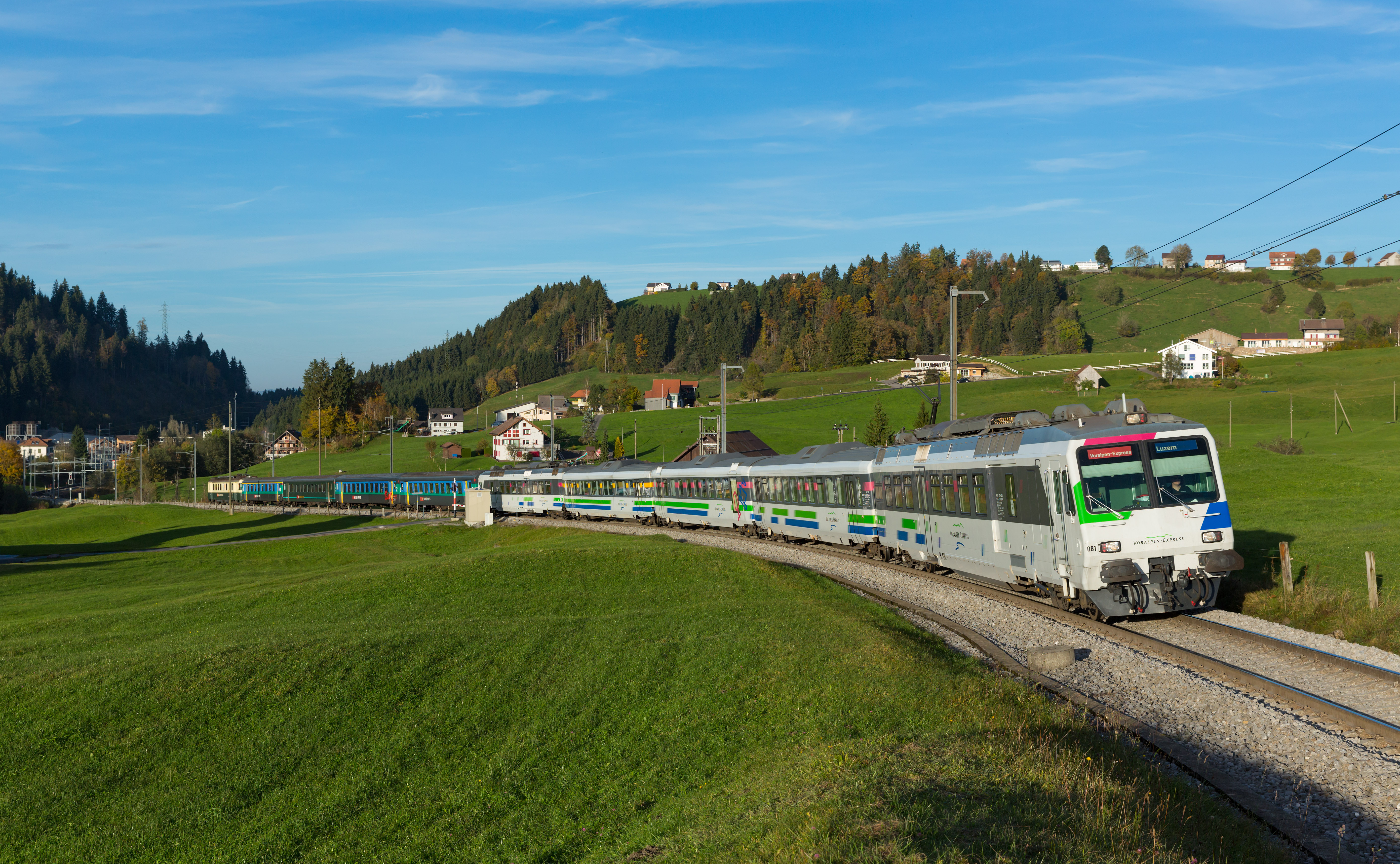
RBDe 561 비버브루크

취리히 지역의 남쪽 가장자리에 접선을 만드는 것 외에도 고산 이전 풍경으로 유명하다. 호수에서 기차와 정기 보트 노선을 연결하는 가장 중요한 역은 다음과 같다.
- 루체른 : 골든패스 라인, 루체른 호수, 필라투스
- 아트-골다우 : 고트하르트 철도 터널을 통해 티치노와 이탈리아로 가는 기차 ; 리기산으로 가는 톱니바퀴열차
- 비버브루크 : 아인지델른으로
- 페피콘 : 취리히 호수, 쿠어 (그라우뷘덴주)
- 라퍼스빌 : "장미의 도시", 제담을 건너는 취리히 호수
- 바트빌 : 쿠어피르텐과 토겐부르크
- 헤리자우 : 아펜첼(아펜첼러 바넨의 협궤 네트워크)
- 장크트갈렌 : 유네스코 세계문화유산 수도원 도서관, 오스트리아와 독일로 가는 기차

## 이전 차량
14개의 기관차와 모터 코치가 포어알펜 익스프레스의 7개 쌍의 동력을 형성한다.
- 4 기관차 Re 446: 91 85 4 446 015–018(쌍으로)
- 6 기관차 Re 456: 91 85 4 456 091–096(쌍으로)
- 4 NPZ 모터 코치 RBDe 561: 94 85 7 561 081–084(쌍으로)

다른 유형은 결합할 수 없다. 사용 가능한 쌍이 5개 미만인 경우 SOB는 Re 446과 함께 사용할 수 있는 SBBC(2014년 2월 Re 421 393)에서 Re 4/4 II를 임대한다.
매일 운행하는 데 다섯 대의 기차 세트가 필요하고 여섯 번째 세트는 예비로 헤리자우에 있다. 세트를 청소하고 유지 관리하기 위해 세트를 교환할 수 있다. 6개의 세트는 7개의 객차가 있는 2개의 기관차로 구성된다.
- Re–ABt–B–B–BR–A–B–B–Re(4세트)

또는 2명의 모터 코치와 6명의 코치와 함께:
- RBDe–A–B–B–BR–A–B–RBDe(2세트)

기관차의 일곱 번째 쌍은 추가 예비이다. 따라서 1대의 모터 코치 RBDe에 유지 관리가 필요한 경우 기관차가 있는 추가 세트가 형성된다.
31개의 에어컨이 장착된 레피포 코치(1997/99년 Einheitswagen I 코치에서 재건)는 VAE 코치 스톡의 중추이다. 10대의 아주 최근 NPZ 차량(1991/95)이 충분한 용량을 허용하기 위해 재고에 추가되었다. 4대의 구형 코치는 예비로 유지되지만, 1995년(BR 748)의 레피포 프로토타입은 철회되었다.
- 8대 Revvivo-A 50 85 18-35 711–718
- 1대 A Bodan 50 85 17-35 719(예: SBB B 6000 - BT B 350, 1991년 재건, 예비)
- 16대 Revvivo-B 50 85 20-35 721–736(735–736, Schlieren 대차 포함)
- 7대 Revvivo-BR 50 85 20-35 741–747 (741–744 ex BT AB 251–254) (1 예비)
- 6대 NPZ-B(1991) 50 85 29-35 781–786(쌍으로)
- 4대 NPZ-ABt(1995) 50 85 80-35 181–184(중간 트레일러)
- 3대 B EW I ex BT (1967-68) 50 85 20-35 753, 754, 767 (예약)